# Madibabrug
De Madibabrug (brug 1035) is een bouwkundig kunstwerk in Amsterdam-Zuidoost.
De brug is gelegen in de Karspeldreef en voert over het Reigersbospad. De Karspeldreef op dijklichaam doorsnijdt het Nelson Mandelapark van oost naar west en is alleen toegankelijk voor snelverkeer. Het Reigersbospad voor voetgangers en fietsers doorsnijdt het park juist van noord naar zuid en ligt op maaiveldniveau. Tijdens de aanleg van het park onder de naam Bijlmerpark hanteerde de gemeente Amsterdam een strikte scheiding in verkeersstromen.
Het ontwerp voor deze brug uit 1968 was van Dirk Sterenberg voor de Dienst der Publieke Werken. Sterenbergs handtekening was terug te vinden in onder meer de randplaten, brugleuningen en het schakelkastje, die hij in Amsterdam-Zuidoost veelvuldig toepaste. Het viaduct werd niet meteen als zodanig in gebruik genomen. Het zuidelijke deel van het park, werd later ingericht dan het noordelijk deel. Wie in 1972 van noord naar zuid onder het viaduct trok eindigde in een modderpoel.
In 2010 kreeg het park een flinke opknapbeurt onder toeziend oog van Francine Houben van Mecanoo. Daarbij werd ook het viaduct onder handen genomen. Van de brug bleef alleen het casco in gebruikt Er kwamen nieuwe randplaten en leuningen en de schuin afgestoken landhoofden kregen rechte wanden, waarachter het schakelkastje verdween. Die rechte wanden werden voorzien van lintmotieven die aansluiten bij de toegangspoorten van het park, alsmede andere bruggen. Het is niet bekend wie verantwoordelijk is voor deze motieven.        
De brug ging vanaf oplevering naamloos door het leven. In 2018 kreeg ze haar naam waarbij Madiba de bijnaam was van Nelson Mandela. De Nelson Mandelabrug (brug 1034) ligt 100 meter oostelijker in dezelfde dreef.

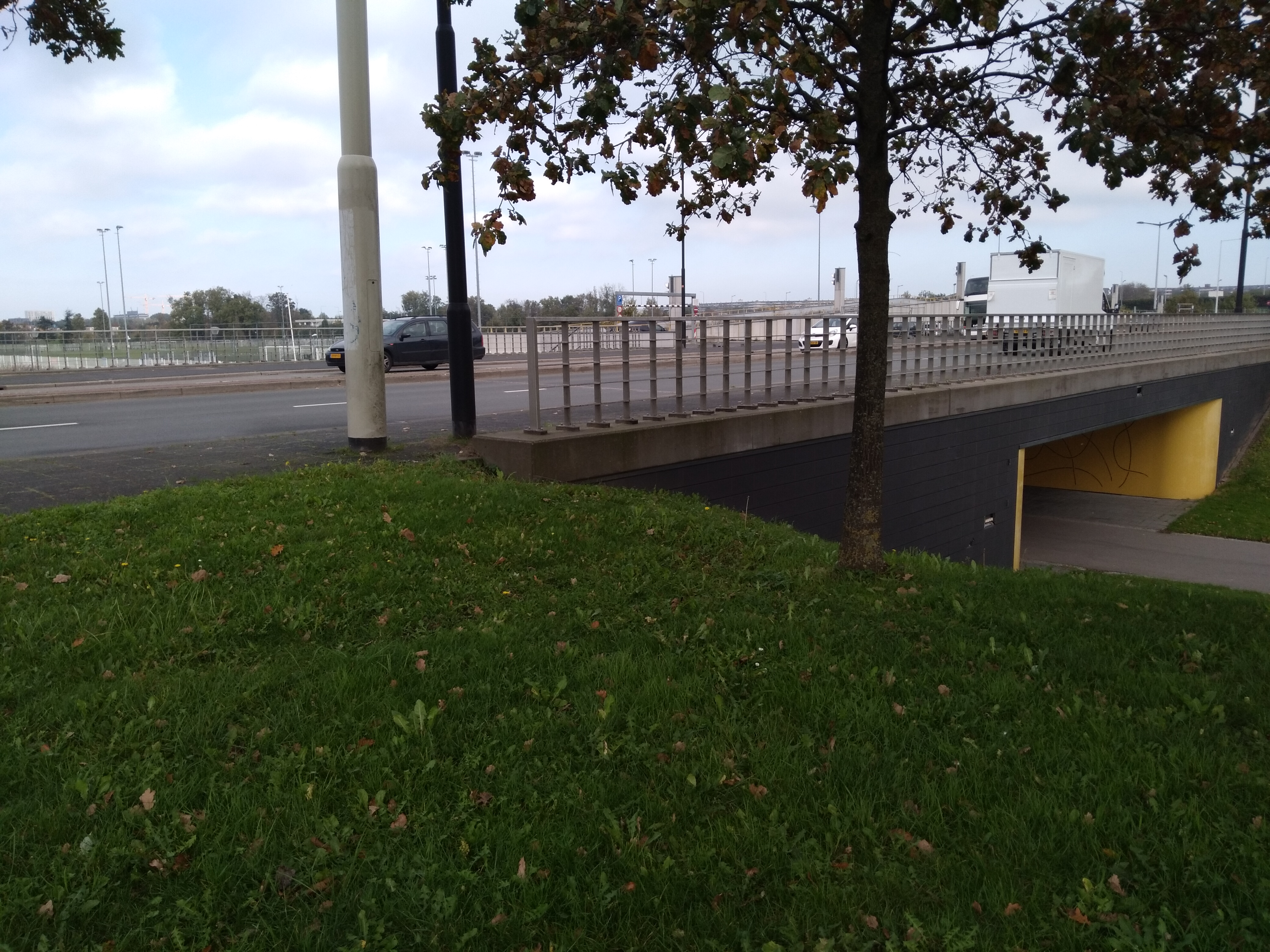
Madibabrug, bovendeks (oktober 2020)

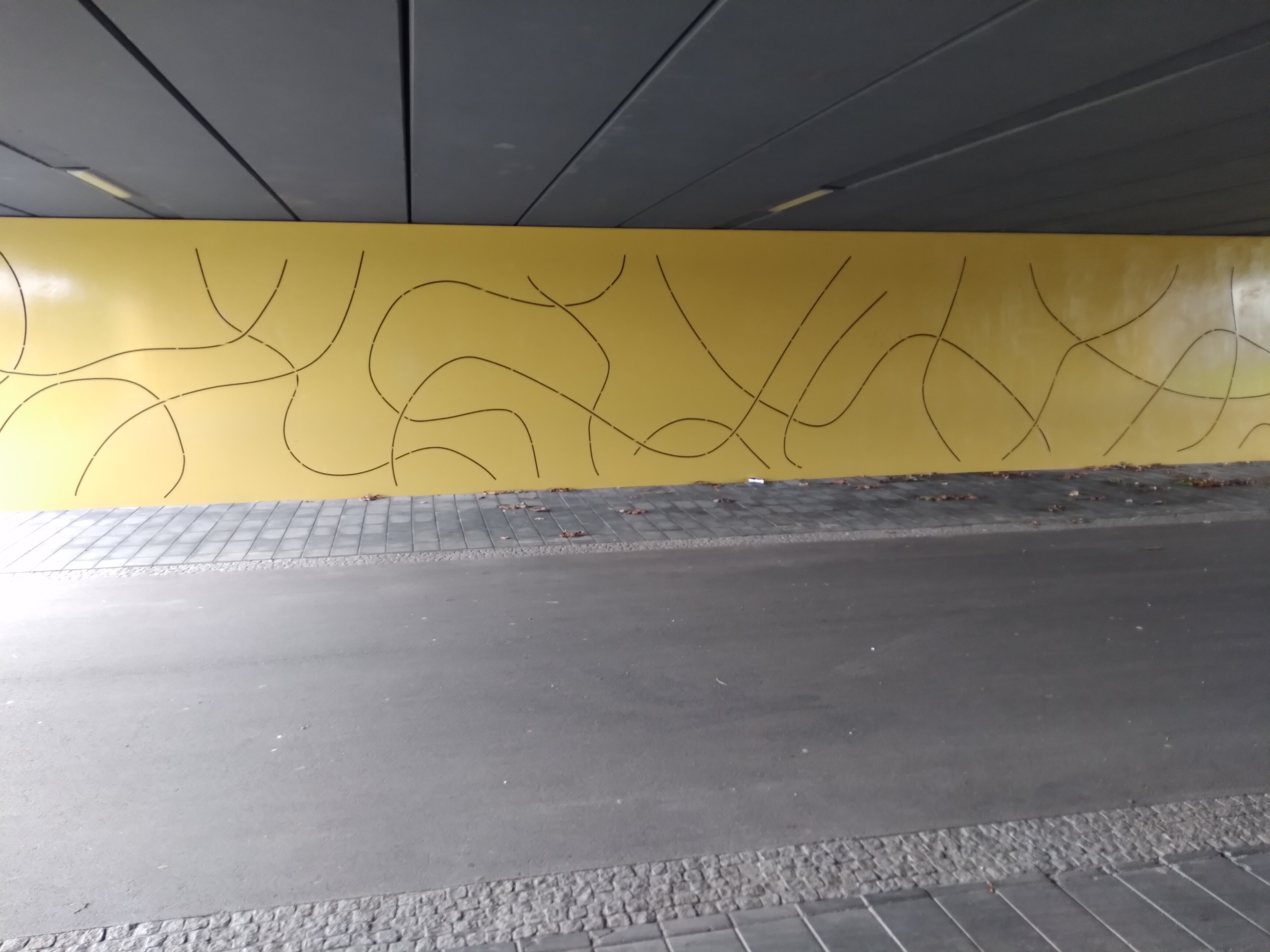
Versierd landhoofd (oktober 2020)

<<< · 1000 · 1001 · 1002 · 1003 · 1004 · 1005 · 1006 · 1007 · 1008 · 1009 · 1010 · 1011 · 1012 · 1013 · 1014 · 1018 · 1028 · 1029 · 1030 · 1032 · 1033 · 1034 · 1035 · 1036 · 1037 · 1038 · 1039 · 1040 · 1041 · 1044 · 1045 · 1046 · 1048 · 1049 · 1050 · 1051 · 1062 · 1063 · 1064 · 1065 · 1066 · 1067 · 1076 · 1077 · 1078 · 1083 · 1090 · 1092 · 1093 · 1094 · 1095 · 1096 · 1097 · 1098 · 1099 · >>>
Brugnummers  1015, 1016, 1017, 1019, 1020, 1021, 1022, 1023, 1024, 1025, 1026, 1027, 1031, 1042, 1043, 1047, 1052/1053 (niet gebouwd), 1054, 1055, 1056, 1057, 1058, 1059, 1060, 1061, 1068, 1069-1075, 1079, 1080, 1081, 1082, 1084-1088, 1089 en 1091 (onbekend) zijn niet meer vergeven. De meesten daarvan zijn gesloopt in verband met sanering Zuidoost. Alle bruggen lagen en liggen in Zuidoost behalve bruggen 1000 en 1002.